# Château de Berthoud
Le château de Berthoud se trouve sur une colline de 50 mètres à Berthoud (Burgdorf en allemand) en Suisse.

## Histoire
Il y aurait eu à cet endroit des fortifications dès la fin du XIe siècle, durant le règne de Berthold de Rheinfelden (castellum Bertoldi ducis en 1080). Le duc de Zähringen, Berthold V, aurait apporté en 1210 des modifications aux constructions déjà existantes (in castello Burgdorf), avant que le château ne finisse entre les mains des Kybourg en 1218, puis de la famille Neu-Kybourg en 1273. Les Kybourg l'utilisèrent en même temps que Thoune comme centre de leur territoire bordant l'Aar. Après l'extinction progressive de cette dynastie, le château fut racheté par le canton de Berne en 1384, à la suite de la guerre de Berthoud. Les Bernois avaient accordé des droits particuliers à la ville de Berthoud. Un bourgmestre résidait dans le château qui faisait office de prison et de chancellerie. 
Au milieu du XVIIIe siècle, le château fut habité par Friedrich Bondeli (1705-1761), le père de Julie Bondeli. Contrairement aux autres régions avec un château en possession de Berne, Berthoud ne fut pas converti en bailliage pendant plusieurs siècles et le sera finalement en 1803. De 1798 à 1804, Johann Heinrich Pestalozzi y installa son école ; dès 1804, le château servit de siège aux autorités.

## Architecture

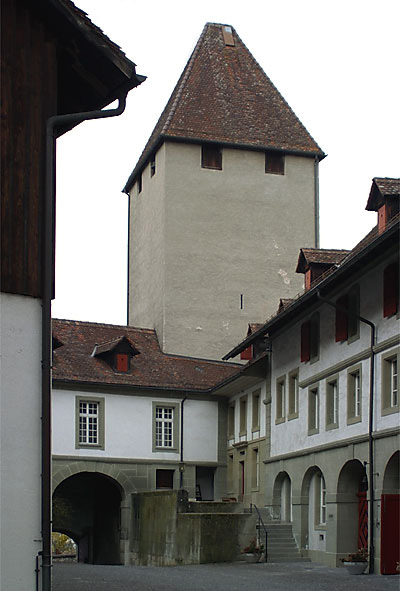
Intérieur du château et donjon

Son architecture est caractérisée par un donjon carré de 33 mètres de haut et de 9 mètres de côté. À côté se trouve le corps de logis rectangulaire d'environ 10 mètres par 20 mètres, pour une hauteur inférieure de quelques mètres par rapport au donjon. L’emblème avec l'ours de Berne est encore bien visible sur le mur du corps de logis. À l'arrière de ce groupe de bâtiments se trouve la cour qui est entourée d'autres constructions formant un ensemble triangulaire. Le château abrite une salle des chevaliers et une chapelle de 1330 avec des fresques représentant la vie de Jean le Baptiste ainsi que des scènes de la Passion. 
Jusqu'au XVIIIe siècle, la végétation sur la colline était absente afin de garantir la sécurité de la forteresse. Les archéologues mirent au jour un pont-levis qui permettait d'accéder au château via la tour située en contrebas du donjon.